# Julia Görges
Julia Görges (n. Bad Oldesloe, Alemania, 2 de noviembre de 1988, por motivos tipográficos escrito en el circuito como Goerges) es una extenista profesional de Alemania. Su retiro fue anunciado el 21 de octubre de 2020, y consiguió como mejor ubicación en el Ranking WTA el puesto 9° en individuales y el puesto 12° en dobles.

## Torneos de Grand Slam

### Dobles mixto

#### Finalista (1)
| Año  | Torneo        | Pareja         | Oponentes en la final                 | Resultado        |
| 2014 | Roland Garros | Nenad Zimonjić | Anna-Lena Grönefeld Jean-Julien Rojer | 6-4, 2-6, [7-10] |

## Títulos WTA (12; 7+5)

### Individual (7)
| Leyenda: Antes de 2009     | Leyenda: A partir de 2009 |
| -------------------------- | ------------------------- |
| Grand Slam (0)             |                           |
| Juegos Olímpicos (0)       |                           |
| WTA Tour Championships (0) |                           |
| WTA Elite Trophy (1)       |                           |
| Tier I (0)                 | Premier Mandatory (0)     |
| Tier II (0)                | Premier 5 (0)             |
| Tier III (0)               | Premier (2)               |
| Tier IV & V (0)            | International (4)         |

| N.º | Fecha                  | Torneo       | Superficie        | Oponente en la final | Resultado     |
| --- | ---------------------- | ------------ | ----------------- | -------------------- | ------------- |
| 1.  | 25 de julio de 2010    | Bad Gastein  | Tierra batida     | Timea Bacsinszky     | 6-1, 6-4      |
| 2.  | 24 de abril de 2011    | Stuttgart    | Tierra batida (i) | Caroline Wozniacki   | 7-6(3), 6-3   |
| 3.  | 21 de octubre de 2017  | Moscú        | Dura (i)          | Daria Kasátkina      | 6-1, 6-2      |
| 4.  | 5 de noviembre de 2017 | Elite Trophy | Dura (i)          | Coco Vandeweghe      | 7-5, 6-1      |
| 5.  | 7 de enero de 2018     | Auckland     | Dura              | Caroline Wozniacki   | 6-4, 7-6(4)   |
| 6.  | 20 de octubre de 2018  | Luxemburgo   | Dura (i)          | Belinda Bencic       | 6-4, 7-5      |
| 7.  | 6 de enero de 2019     | Auckland     | Dura              | Bianca Andreescu     | 2-6, 7-5, 6-1 |

#### Finalista (10)
| N.º | Fecha                 | Torneo     | Superficie    | Oponente en la final | Resultado        |
| --- | --------------------- | ---------- | ------------- | -------------------- | ---------------- |
| 1.  | 24 de octubre de 2010 | Luxemburgo | Dura (i)      | Roberta Vinci        | 4-6, 4-6         |
| 2.  | 25 de febrero de 2012 | Dubái      | Dura          | Agnieszka Radwańska  | 5-7, 4-6         |
| 3.  | 14 de octubre de 2012 | Linz       | Dura (i)      | Victoria Azarenka    | 3-6, 4-6         |
| 4.  | 9 de enero de 2016    | Auckland   | Dura          | Sloane Stephens      | 5-7, 2-6         |
| 5.  | 25 de junio de 2017   | Mallorca   | Hierba        | Anastasija Sevastova | 4-6, 6-3, 3-6    |
| 6.  | 23 de julio de 2017   | Bucarest   | Tierra batida | Irina-Camelia Begu   | 3-6, 5-7         |
| 7.  | 6 de agosto de 2017   | Washington | Dura          | Yekaterina Makárova  | 6-3, 6-7(2), 0-6 |
| 8.  | 8 de abril de 2018    | Charleston | Tierra batida | Kiki Bertens         | 2-6, 1-6         |
| 9.  | 23 de junio de 2019   | Birmingham | Hierba        | Ashleigh Barty       | 3-6, 5-7         |
| 10. | 20 de octubre de 2019 | Luxemburgo | Dura (i)      | Jeļena Ostapenko     | 4-6, 1-6         |

### Dobles (5)
| Leyenda: Antes de 2009 | Leyenda: A partir de 2009 |
| ---------------------- | ------------------------- |
| Grand Slam (0)         |                           |
| Juegos Olímpicos (0)   |                           |
| WTA Championships (0)  |                           |
| Tier I (0)             | Premier Mandatory (0)     |
| Tier II (0)            | Premier 5 (0)             |
| Tier III (0)           | Premier (1)               |
| Tier IV & V (0)        | International (4)         |

| N.º | Fecha                    | Torneo      | Superficie    | Pareja               | Oponentes en la final              | Resultado           |
| --- | ------------------------ | ----------- | ------------- | -------------------- | ---------------------------------- | ------------------- |
| 1.  | 26 de julio de 2009      | Portoroz    | Dura          | Vladimíra Uhlířová   | Camille Pin Klára Zakopalová       | 6-4, 6-2            |
| 2.  | 8 de agosto de 2010      | Copenhague  | Dura (i)      | Anna-Lena Groenefeld | Vitalia Diachenko Tatiana Puchek   | 6-4, 6-4            |
| 3.  | 26 de septiembre de 2010 | Seúl        | Dura          | Polona Hercog        | Natalie Grandin Vladimíra Uhlířová | 6-3, 6-4            |
| 4.  | 17 de junio de 2012      | Bad Gastein | Tierra batida | Jill Craybas         | Anna-Lena Grönefeld Petra Martić   | 6-7(4), 6-4, [11-9] |
| 5.  | 29 de agosto de 2015     | New Haven   | Dura          | Lucie Hradecká       | Chia-Jung Chuang Chen Liang        | 6-3, 6-1            |

#### Finalista (11)
| N.º | Fecha                    | Torneo       | Superficie        | Pareja                     | Oponentes en la final                     | Resultado           |
| --- | ------------------------ | ------------ | ----------------- | -------------------------- | ----------------------------------------- | ------------------- |
| 1.  | 1 de agosto de 2009      | Estambul     | Dura              | Patty Schnyder             | Lucie Hradecká Renata Voráčová            | 6-2, 3-6, [10-12]   |
| 2.  | 17 de julio de 2010      | Palermo      | Tierra batida     | Jill Craybas               | Alberta Brianti Sara Errani               | 4-6, 1-6            |
| 3.  | 18 de julio de 2011      | Bad Gastein  | Tierra batida     | Jarmila Gajdošová          | Eva Birnerová Lucie Hradecká              | 6-4, 2-6, [10-12]   |
| 4.  | 16 de octubre de 2011    | Linz         | Dura              | Anna-Lena Grönefeld        | Marina Erakovic Yelena Vesniná            | 5-7, 1-6            |
| 5.  | 7 de enero de 2012       | Auckland     | Dura              | Flavia Pennetta            | Andrea Hlaváčková Lucie Hradecká          | 7-6(2), 2-6, [7-10] |
| 6.  | 29 de abril de 2012      | Stuttgart    | Tierra batida (i) | Anna-Lena Grönefeld        | Iveta Benešová Barbora Záhlavová-Strýcová | 4-6, 5-7            |
| 7.  | 14 de octubre de 2012    | Linz         | Dura (i)          | Barbora Záhlavová-Strýcová | Anna-Lena Grönefeld Květa Peschke         | 3-6, 4-6            |
| 8.  | 5 de enero de 2013       | Auckland     | Dura              | Yaroslava Shvédova         | Cara Black Anastasia Rodionova            | 6-2, 2-6, [5-10]    |
| 9.  | 28 de julio de 2013      | Stanford     | Dura              | Darija Jurak               | Raquel Kops-Jones Abigail Spears          | 2-6, 6-7(4)         |
| 10. | 14 de septiembre de 2014 | Quebec       | Dura (i)          | Andrea Hlaváčková          | Mirjana Lučić-Baroni Lucie Hradecká       | 3-6, 6-7(8)         |
| 11. | 19 de marzo de 2016      | Indian Wells | Dura              | Karolína Plíšková          | Bethanie Mattek-Sands Coco Vandeweghe     | 6-4, 4-6, [6-10]    |

## Clasificación histórica

### Individual
| Torneo                 | 2007         | 2008         | 2009         | 2010         | 2011         | 2012         | 2013         | 2014         | 2015 | 2016 | 2017 | 2018 | 2019 | 2020 | G-P   | Títulos | % |
| ---------------------- | ------------ | ------------ | ------------ | ------------ | ------------ | ------------ | ------------ | ------------ | ---- | ---- | ---- | ---- | ---- | ---- | ----- | ------- | - |
| Torneos de Grand Slam  |              |              |              |              |              |              |              |              |      |      |      |      |      |      |       |         |   |
| Australian Open        | -            | -            | 1R           | 2R           | 3R           | 4R           | 4R           | 2R           | 4R   | 2R   | 2R   | 2R   |      |      | 15-9  | 0       |   |
| Roland Garros          | -            | -            | 1R           | 2R           | 3R           | 3R           | 1R           | 2R           | 4R   | 2R   | 1R   | 3R   |      |      | 10-9  | 0       |   |
| Wimbledon              | A            | 2R           | 1R           | 1R           | 3R           | 3R           | 1R           | 1R           | 1R   | 1R   | 1R   | SF   |      |      | 5-10  | 0       |   |
| US Open                | 1R           | 1R           | 1R           | 2R           | 3R           | 1R           | 1R           | 1R           | 1R   | 2R   | 4R   |      |      |      | 7-11  | 0       |   |
| Ganados - Perdidos     | 0-1          | 1-2          | 0-4          | 3-4          | 8-4          | 8-4          | 3-4          | 2-4          | 6-4  | 3-4  | 4-4  |      |      |      | 37-39 | 0       |   |
| Torneos Finales de año |              |              |              |              |              |              |              |              |      |      |      |      |      |      |       |         |   |
| WTA Finals             | -            | -            | -            | -            | -            | -            | -            | -            | -    | -    | -    |      |      |      | 0-0   | 0       |   |
| WTA Elite Trophy       | No Celebrado | No Celebrado | No Celebrado | No Celebrado | No Celebrado | No Celebrado | No Celebrado | No Celebrado | -    | -    | G    |      |      |      | 4-0   | 1 / 1   |   |

### Dobles
| Torneo                 | 2007 | 2008 | 2009 | 2010 | 2011 | 2012 | 2013 | 2014 | 2015 | 2016 | 2017 | 2018 | 2019 | 2020 | G-P   | Títulos | % |
| ---------------------- | ---- | ---- | ---- | ---- | ---- | ---- | ---- | ---- | ---- | ---- | ---- | ---- | ---- | ---- | ----- | ------- | - |
| Torneos de Grand Slam  |      |      |      |      |      |      |      |      |      |      |      |      |      |      |       |         |   |
| Australian Open        | -    | 1R   | 3R   | 2R   | 2R   | 2R   | SF   | SF   | 1R   |      |      |      |      |      | 13-8  | 0       |   |
| Roland Garros          | -    | 2R   | 3R   | 1R   | -    | 1R   | 1R   | 3R   | -    |      |      |      |      |      | 5-6   | 0       |   |
| Wimbledon              | -    | CF   | 1R   | 1R   | CF   | CF   | 1R   | SF   | 3R   |      |      |      |      |      | 15-8  | 0       |   |
| US Open                | 1R   | 3R   | 2R   | CF   | 2R   | 1R   | 1R   | 3R   | 1R   |      |      |      |      |      | 9-9   | 0       |   |
| Ganados - Perdidos     | 0-1  | 6-4  | 5-4  | 4-4  | 5-3  | 4-4  | 4-4  | 12-4 | 2-3  |      |      |      |      |      | 42-31 | 0       |   |
| Torneos Finales de año |      |      |      |      |      |      |      |      |      |      |      |      |      |      |       |         |   |
| WTA Finals             | -    | -    | -    | -    | -    | -    | -    | CF   | -    |      |      |      |      |      | 0-1   | 0 / 1   |   |